# Etienne De Wilde
Etienne De Wilde (* 25. März 1958 in Wetteren) ist ein ehemaliger belgischer Radrennfahrer.
Etienne De Wilde war von 1980 bis 2001 als Profi-Rennfahrer, vor allem auf der Radrennbahn, tätig. Er nahm an insgesamt 197 Sechstagerennen teil, von denen er 38 gewann, 13 davon gemeinsam mit dem deutschen Rennfahrer Andreas Kappes. Er belegt damit Rang 7 der Sechstage-Rangliste von Beginn an. Seinen letzten Erfolg hatte er 1999 in Berlin, auch mit Kappes als Partner.
1993 wurde De Wilde Weltmeister im Punktefahren, 1998 gemeinsam mit Matthew Gilmore Weltmeister im Zweier-Mannschaftsfahren. Bei den Olympischen Sommerspielen in Sydney im Jahre 2000 gewann er gemeinsam mit Gilmore die Silbermedaille im Zweier-Mannschaftsfahren.
Auch bei Straßenrennen erzielte Etienne De Wilde mehrere Erfolge. Er gewann 1980 den Grand Prix d’Isbergues, 1983 Quer durch Flandern und den Grote Prijs Stad Sint-Niklaas, 1987 den Nokere Koerse und den Scheldeprijs, 1989 den Omloop Het Volk, die Kampioenschap van Vlaanderen und den Étoile de Bessèges sowie 1990 den Grand Prix d’Ouverture La Marseillaise und den Circuit des Frontières. Zwischen 1988 und 1992 nahm De Wilde viermal an der Tour de France teil, landete zwar immer auf hinteren Plätzen, konnte aber zwei Etappensiege für sich verbuchen.
Im Februar 2002 wurde De Wilde im Sportpalast von Gent vom Radsport verabschiedet. Danach eröffnete er mit seiner Frau ein Sonnenstudio in Laarne.